# دان وولف
دان وولف (بالإنجليزية: Dan Wolf)‏ هو سياسي أمريكي، ولد في 11 أغسطس 1957 في فيلادلفيا في الولايات المتحدة. حزبياً، نشط في الحزب الديمقراطي.